# Marie Smržová
Marie Karolina Smržová (15. prosince 1906 Třeboň – 15. května 1986) byla česká stavitelka a architektka. Roku 1929 úspěšně složila stavitelské zkoušky a stala se tak první ženou-stavitelkou v tomto oboru v Československu.

## Život
Narodila se v Třeboni v domě čp. 76 do rodiny stavitele Jana Smrže a jeho manželky Marie, roz. Löfflerové, kupecké dcery původem z uherské Šoproně. Po absolvování obecné školy nastoupila na pražskou státní průmyslovou střední školu, kterou úspěšně absolvovala. Studium dívek bylo na technických oborech plně umožněno až po vzniku Československa po roce 1918, první ženou architektkou se po promoci na pražském ČVUT roku 1921 stala Milada Petříková-Pavlíková.
V létě 1929 pak složila oficiální státní zkoušky, které ji opravňovaly k provozování stavitelské živnosti. Stala se tak první ženou řádně odborně vzdělanou v oboru pozemního stavitelství.
Marie Karolina Smržová zemřela 15. května 1986 ve věku 79 let.